# Cérons
Cérons é uma comuna francesa na região administrativa da Nova Aquitânia, no departamento da Gironda. Estende-se por uma área de 7,85 km². Em 2010 a comuna tinha 2 134 habitantes (densidade: 271,8 hab./km²).